# Dmitrij Karabanow
Dmitrij Iwanowicz Karabanow (ros. Дми́трий Ива́нович Караба́нов, ur. 13 maja 1927 we wsi Winogradowka w Kraju Ałtajskiego, zm. 7 grudnia 2015) – radziecki działacz państwowy.

## Życiorys
W 1950 ukończył Wyższą Inżynieryjną Szkołę Morską we Władywostoku ze specjalnością inżynier mechanik okrętowy, potem został pracownikiem operacyjnym MGB, 1954-1962 pracował w dalekowschodnim przedsiębiorstwie okrętowym, 1962-1971 kierował zakładem remontu statków w Nachodce. W latach 1971–1976 był szefem Zarządu Zaopatrzenia Materiałowo-Technicznego Rejonu Dalekowschodniego, od czerwca 1977 do 26 października 1986 był przewodniczącym Komitetu Wykonawczego Nadmorskiej Rady Krajowej, działał również w Radzie Wszechrosyjskiej Społecznej Organizacji Weteranów Wojny, Pracy, Sił Zbrojnych i Organów Ochrony Prawa.

## Odznaczenia
- Order Rewolucji Październikowej
- Order Czerwonego Sztandaru Pracy
- Order Honoru
- Order „Za zasługi dla Ojczyzny” II klasy
- Order „Znak Honoru”